# ブレイク・フリー (自由への旅立ち)
「ブレイク・フリー（自由への旅立ち）」（ブレイク・フリー じゆうへのたびだち、原題：I Want to Break Free）は、イギリスのロック・バンド、クイーンの楽曲。1984年4月2日にEMIよりシングルとしてリリースされており、1984年発売のアルバム『ザ・ワークス』に収録されている。

## 解説
作詞・作曲はジョン・ディーコン。
初出は1984年2月に発売されたアルバム『ザ・ワークス』である。アルバム収録のものはベースとパーカッションによる短い前奏で曲が始まる。その後にシングルカットされ、シンセサイザーを主に用いている長めの前奏を新しく付けたバージョンでリリースされている。
アメリカではBillboard Hot 100で最高45位にとどまったが、イギリスでは最高3位を記録し、20万枚の売上を達成しシルバー認定を受けた。この他、南米など当時圧政下に置かれ苦しんでいた人々の間では自由への賛歌として人気が高かった。
バンドのベスト・アルバム、『グレイテスト・ヒッツII』などにも収録されている。こちらにはシングルバージョンを収録している。

## ミュージック・ビデオ
ミュージック・ビデオが製作されており、音源はシングル・バージョンが使用された。このクリップの大きな特徴ともいえるメンバーの女装はロジャー・テイラーの発案であり、イギリスの長寿ドラマ番組『コロネーション・ストリート』のパロディである。また、ギターソロパートから再びヴォーカルが入るまでのパートはマーキュリーとロイヤル・バレエ団による映像になっている。
このミュージック・ビデオは、イギリスでの評判は良かった一方、アメリカでは物議を醸し、MTVの他多数の放送局において放送禁止の処置がなされた。
現在、この映像は映像作品『グレイテスト・ビデオ・ヒッツ2』などで視聴することができる。なお、2018年に公開された映画『ボヘミアン・ラプソディ』では、この曲のミュージック・ビデオを撮影するシーンがあり、ミュージック・ビデオの一部がキャストによって再現されている。

## ライブ演奏
ライブでは、シングル・バージョンのイントロをサポート・キーボーディストのスパイク・エドニーによるキーボードで演奏し披露している。ワークスツアーの頃は、ライブでもマーキュリーはミュージック・ビデオのように女装して歌うこともあった。しかし「自由への賛歌」としていた国々の観客からの評判は思わしくなく、これを見た観客に石を投げられ、即座に女装を脱いだというエピソードも残っている。
後にメンバー全員での最後のツアーとなるマジックツアーでも歌われたほか、マーキュリー死後の追悼コンサートではリサ・スタンスフィールドが掃除機を持って登場し歌唱、クイーン+ポール・ロジャースツアーでも歌われている。

## 収録曲

### 7インチ盤
1. ブレイク・フリー (自由への旅立ち) - I Want to Break Free (Deacon) 4:18
2. マシーン・ワールド - Machines (Or 'Back to Humans') (Taylor/May) 5:05

### 12インチ盤
1. ブレイク・フリー (自由への旅立ち) (エクステンデッド・ミックス) - I Want To Break Free (Extended Mix) (Deacon) 7:13
2. マシーン・ワールド - Machines (Or 'Back to Humans') (Taylor/May) 5:07

## 担当
- フレディ・マーキュリー - ボーカル
- ブライアン・メイ - エレクトリックギター
- ロジャー・テイラー - 電子ドラム
- ジョン・ディーコン - ベースギター、アコースティック・ギター、シンセサイザー
- フレッド・マンデル（英語版） - シンセサイザーソロ

## カバー
- Masterboy (1998年)
- The Cab (2009年)